# Gebiet der Europäischen Union
Das Gebiet der Europäischen Union ist der völkerrechtlich festgelegte Wirkungsbereich der Europäischen Union (EU), in dem grundsätzlich – sofern nicht explizit anders festgelegt – das Recht der Europäischen Union (Acquis communautaire) gilt. Das Gebiet der EU ergibt sich aus der Aufzählung der Staaten, für die der Vertrag über die Europäische Union (EU-Vertrag) und der Vertrag über die Arbeitsweise der Europäischen Union (AEUV) gelten, in Artikel 52 des EU-Vertrags, und den territorialen Sonderregeln in Artikel 355 des AEUV. Für die Mehrzahl der Mitgliedstaaten, für die in den Beitrittsverträgen und in der Folge in Artikel 355 des AEUV keine Sonderregelungen vereinbart worden sind, ist das gesamte Staatsgebiet Teil des Gebietes der EU.

## Allgemeines
Zu unterscheiden ist zwischen dem Gebiet der Europäischen Union als solchem und den Gebieten, in denen einzelne Teile des Rechts der Europäischen Union gelten, z. B. der Eurozone, dem Schengen-Raum oder dem Zollgebiet der Union. Ausnahmen können dabei sowohl für einzelne Teile als auch für einen ganzen Mitgliedstaat gelten, so wie umgekehrt einzelne Gebiete als auch ganze Staaten, die nicht zum Gebiet der EU gehören, in bestimmten Bereichen doch dem EU-Recht unterliegen können.
Sonderfälle innerhalb des Gebietes der Europäischen Union bilden dabei insbesondere die in Artikel 349 und 355 Absatz 1 des AEUV aufgezählten, zum Staatsgebiet Frankreichs, Portugals und Spaniens gehörenden Gebiete in äußerster Randlage, Sonderfälle außerhalb des Gebietes der Europäischen Union, die aber zum Hoheitsgebiet eines Mitgliedstaates gehören und ein besonderes Assoziierungsverhältnis zur Europäischen Union unterhalten, die in Anhang II des AEUV aufgezählten, zum Hoheitsgebiet Dänemarks, Frankreichs und der Niederlande gehörenden Überseeischen Länder und Hoheitsgebiete. Gemäß Artikel 355 Absatz des AEUV kann der Europäische Rat auf Initiative des betroffenen Mitgliedstaates einen Beschluss zur Änderung des europarechtlichen Status der dänischen, französischen und niederländischen Gebiete aus diesem beiden Kategorien fassen und damit das Gebiet der Europäischen Union ohne förmliche Vertragsrevision verändern.

## Sonderfälle innerhalb des Gebietes der EU

### Gebiete in äußerster Randlage

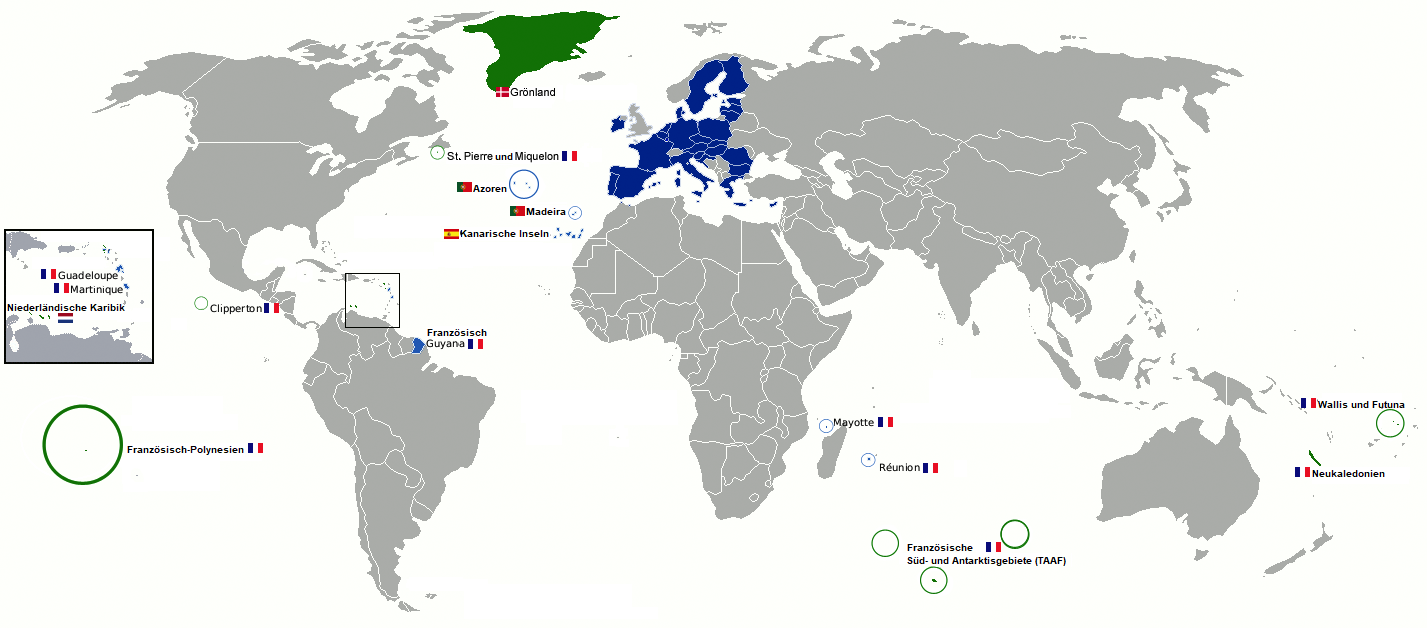
Karte der überseeischen Länder und Hoheitsgebiete (grün), sowie der Gebiete in äußerster Randlage (hellblau)

Gemäß Art. 349 in Verbindung mit Art. 355 Absatz 1 des Vertrages über die Arbeitsweise der Europäischen Union (AEUV) können für die „Gebiete in äußerster Randlage“ (kurz GÄR; englisch Outermost regions, kurz OMR) unter Berücksichtigung ihrer besonderen sozialen und wirtschaftlichen Lage (zum Beispiel Abgelegenheit oder wirtschaftliche Abhängigkeit von einigen wenigen Erzeugnissen) spezifische Maßnahmen und Vergünstigungen beschlossen werden, die Ausnahmen von sonst geltenden Bestimmungen des Europarechts darstellen. Trotz dieser Ausnahmen sind diese Gebiete vollwertige Teile des EU-Territoriums.
Gebiete in äußerster Randlage sind derzeit sechs französische Gebiete - die fünf Übersee-Départements und die Collectivité Saint-Martin -, die portugiesischen Inselgruppen Azoren und Madeira und die spanischen Kanarischen Inseln. In der Vergangenheit gehörte auch Grönland zu dieser Kategorie, bevor es sich nach Erlangung der Landesautonomie 1982 in einer Volksabstimmung gegen die weitere Zugehörigkeit zu den Europäischen Gemeinschaften aussprach; seitdem gehört es europarechtlich zu den Überseeischen Ländern und Hoheitsgebieten.

### Sonstige Gebiete
Für weitere Gebiete von EU-Mitgliedsstaaten, die Teil des Gebietes der EU sind, gibt es Ausnahmeregelungen und Besonderheiten aufgrund der geografischen Lage, eines Autonomiestatus oder der außenpolitischen Umstände. Insbesondere gibt es zollrechtliche Ausnahmeregelungen.
Für Deutschland gilt, dass alle Gebiete der Bundesrepublik Deutschland Gebiet der Europäischen Union sind, wobei Helgoland, die Exklave Büsingen am Hochrhein sowie die Freihäfen und die Duty-free-Bereiche der Flughäfen nicht zum Zollgebiet gehören. Ähnliche Regelungen gibt es auch für Zollausschlussgebiete in anderen Mitgliedstaaten.
Der Nordteil der Insel Zypern gehört völkerrechtlich zur Republik Zypern und damit zum Gebiet der EU. Er befindet sich jedoch nicht unter der Kontrolle der Republik Zypern. Das Recht der Europäischen Union ist dort suspendiert.

## Hoheitsgebiete der Mitgliedstaaten außerhalb des Gebietes der EU
Die einzigen Hoheitsgebiete von Mitgliedstaaten der EU, die explizit nicht Teil des Gebietes der EU sind, sind diejenigen der überseeischen Hoheitsgebiete Frankreichs, die nicht als Gebiete in äußerster Randlage zum Gebiet der EU gehören, alle überseeischen Hoheitsgebiete des Königreiches der Niederlande und die zwei autonomen Länder des Königreiches Dänemark, Grönland und die Färöer. Vor dem Brexit betraf dies auch die britischen Überseegebiete mit Ausnahme von Gibraltar sowie die britischen Crown dependencies. 
 

### Überseeische Länder und Hoheitsgebiete
Nach dem 4. Teil des Vertrags über die Arbeitsweise der Europäischen Union (AEUV) (Art. 198 bis 204 AEUV) sind die „Überseeischen Länder und Hoheitsgebiete“ oder „Überseeischen Länder und Gebiete“ (kurz ÜLG; englisch Overseas countries and territories, kurz OCT) Dänemarks, Frankreichs, der Niederlande und des Vereinigten Königreiches mit der Europäischen Union assoziiert (wobei die Klausel bezüglich des Vereinigten Königreiches durch den Brexit obsolet geworden ist). Sie gehören, obwohl sie zum Hoheitsgebiet eines Mitgliedstaats der Europäischen Union gehören, nicht zum Gebiet der Europäischen Union, obwohl einzelne Aspekte des Europarechts auch dort anzuwenden sind. Insbesondere fallen gemäß Art. 200 AEUV bei der Einfuhr von Waren aus diesen Gebieten in die Mitgliedstaaten der Europäischen Union keine und bei der Einfuhr von Waren aus den Mitgliedstaaten der Europäischen Union und den anderen Überseeischen Ländern und Hoheitsgebieten in diese Gebiete nur in Sonderfällen Zölle an. Die Überseeischen Länder und Hoheitsgebiete sind in Anhang II des AEUV explizit aufgelistet.

### Färöer
Die Färöer sind derzeit das einzige innereuropäische Hoheitsgebiet eines Mitgliedstaates, das nicht Teil der EU ist. Aufgrund einer Ausnahmeklausel im Vertrag über den Beitritt Dänemarks zu den Europäischen Gemeinschaften wurden sie von Anfang an vom Geltungsbereich des Gemeinschaftsrechts ausgenommen. Da die Färöer in Ausübung ihrer Autonomierechte gegen die Zugehörigkeit zu den Europäischen Gemeinschaften stimmten, blieb diese Ausnahme auf Dauer bestehen. Die Färöer gehören auch nicht zu den Überseeischen Ländern und Hoheitsgebieten.

## Übersicht über das Gebiet der Mitgliedstaaten nach europarechtlichen Status
In der folgenden Tabelle sind alle Mitgliedstaaten sowie alle Gebiete mit EU-rechtlichen Besonderheiten nach Mitgliedstaat geordnet aufgeführt, wobei der Status als Teil der Gebiete in äußerster Randlage (GÄR) oder der Überseeischen Länder und Gebiete (ÜLG) sowie die Gültigkeit einzelner Aspekte des EU-Rechtes für das jeweilige Gebiet vermerkt wird. Gleichzeitig stellt die Tabelle alle Teile des Gebiets der Europäischen Union dar.
|  | Belgien |

|  | Bulgarien |

|  | Dänemark |

|  | Deutschland |

|  | Estland |

|  | Finnland |

|  | Frankreich |

|  | Französische Süd- und Antarktisgebiete |

|  | Griechenland |

|  | Irland |

|  | Italien |

|  | Kroatien |

|  | Lettland |

|  | Litauen |

|  | Luxemburg |

|  | Malta |

|  | Niederlande |

|  | Österreich |

|  | Polen |

|  | Portugal |

|  | Rumänien |

|  | Slowakei |

|  | Slowenien |

|  | Spanien |

|  | Kanarische Inseln |

|  | Ceuta |

|  | Melilla |

|  | Schweden |

|  | Tschechien |

|  | Ungarn |

|  | Republik Zypern |

|  | Nordzypern |

|  | UN-Pufferzone |